# الغاز الطبيعي في إسرائيل

خريطة شبكة خطوط الغاز الطبيعي الإسرائلية.

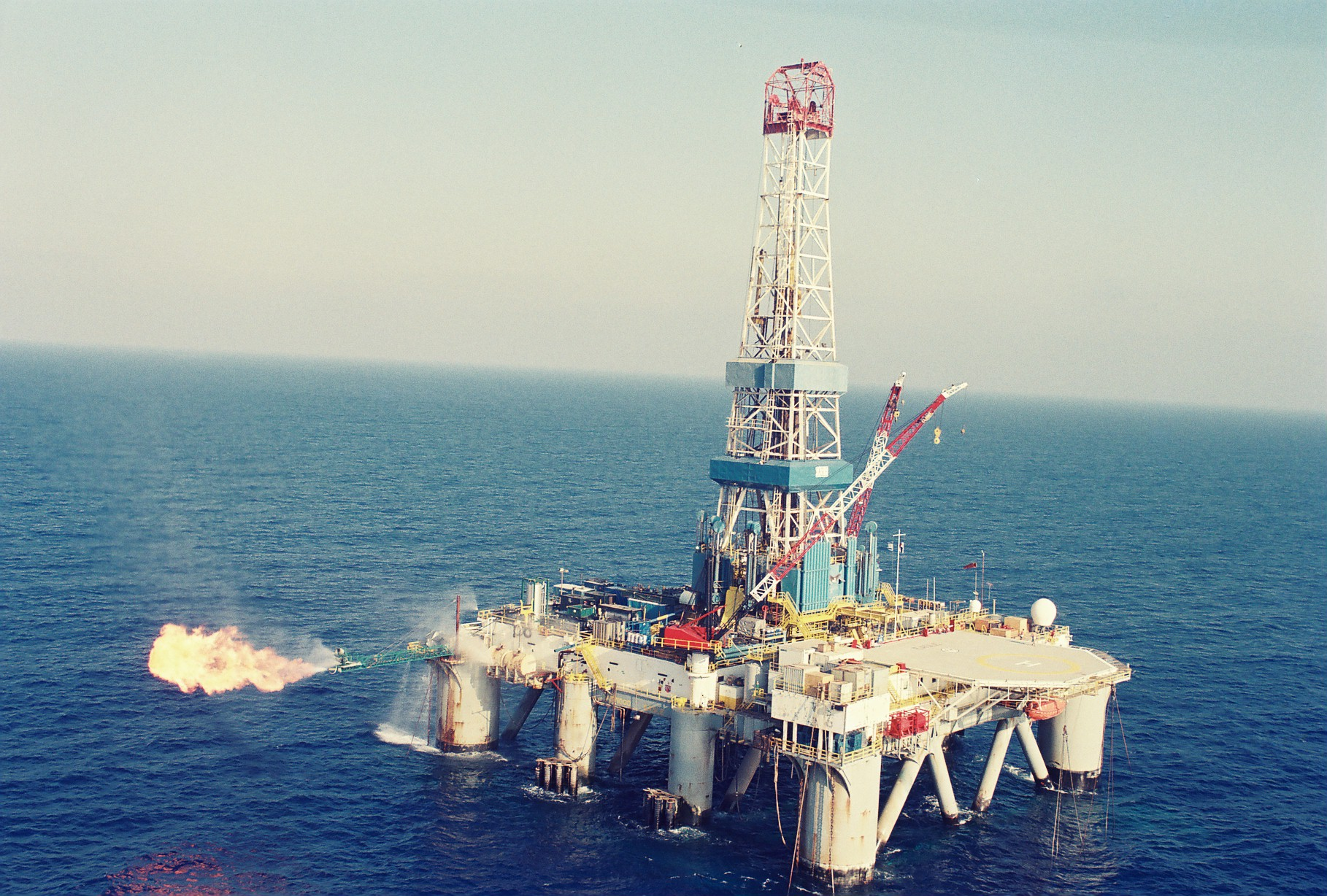
حقل نوا للغاز الطبيعي قبالة ساحل عسقلان.

الغاز الطبيعي في إسرائيل هو المصدر الطبيعي للطاقة في إسرائيل. في 2014، كانت إنتاج إسرائيل أكثر من 7.5 بليون متر مكعب من الغاز الطبيعي سنوياً وكانت صادرتها من الغاز الطبيعي إلى الأراضي الفلسطينية فقط. في 2016 كانت إسرائيل تمتلك 199 بليون متر مكعب من الاحتياطيات المثبتة من الغاز الطبيعي.

## البداية

استهلاك مصادر الطاقة من الوقود الأحفوري في إسرائيل منذ 1980. ارتفع استهلاك الفحم بشكل مطرد منذ عام 1980 بعد أن كان لا يكاد يذكر. كان استهلاك الغاز الطبيعي يقارب صفر عام 2003 عندما ارتفاع بعدها بشكل مطرد.

تاريخياً، اعتمدت إسرائيل على الواردات الخارجية لتلبية معظم احتياجاتها من الطاقة، منفقة ما يزيد عن 5% من ن.م.إ. سنوياً في 2009 على وارداتها من منتجات الطاقة. يعتمد قطاع النقل بشكل أساسي على الگازولين ووقود الديزل، بينما تولد معظم الطاقة الكهربية باستخدام الفحم المستورد. في 2013، كانت إسرائيل تستورد حوالي 100 مليون برميل نفط سنوياً. تمتلك البلاد احتياطيات ضئيلة من النفط الخام لكنها تمتلك موارد غاز طبيعي وفيرة والتي اكتشفت بكميات ضخمة بدءاً من 2009، بعد عدة عقود من المحاولات الغير ناجحة من التنقيب.
حتى أوائل عقد 2000، كان استخدام الغاز الطبيعي في إسرائيل متدنياً. في أواخر التسعينيات، قررت الحكومة الإسرائيلية تشجيع استخدام الغاز الطبيعي لأسباب بيئية، اقتصادية، ولتنوع الموارد. في ذلك الوقت، لم يكن هناك موارد محلية من الغاز الطبيعي وكان من المتوقع أن يتم استيراد الغاز من الخارج على شكل غاز طبيعي مسال وعن طريق خط الأنابيب المستقبلي من مصر (والذي أصبح في النهاية خط العريش-عسقلان). تخطط شركة كهرباء إسرائيل لإنشاء عدة محطات للطاقة التي تعمل بالغاز الطبيعي لإقامة شبكة وطنية لتوزيع الغاز، ومن أجل محطة استيراد الغاز المسال. بعد فترة وجيزة، بدأ الغاز في الظهور داخل الأراضي الإسرائيلية، بكميات بسيطة في البداية وبعد عقد ظهر بكميات كبيرة في المياه العميقة المقابلة للساحل الإسرائيلي. أدى ذلك إلى تكثيف استخدام الغاز الطبيعي في الاقتصاد الإسرائيلي، خاصة في قطاعات توليد الكهرباء والصناعات، مع نمو الاستهلاك من متوسط سنوي بلغ متوسط 9,900,000 م3 (350×106 قدم3) بين 2000 و2002 إلى في 2010.
| 2004                                          | 2005 | 2006 | 2007 | 2008 | 2009 | 2010 | 2014 | 2016* | 2018* | 2020* | 2022* | 2024* | 2026* | 2028* | 2030* |
| --------------------------------------------- | ---- | ---- | ---- | ---- | ---- | ---- | ---- | ----- | ----- | ----- | ----- | ----- | ----- | ----- | ----- |
| 1.2                                           | 1.6  | 2.3  | 2.7  | 3.7  | 4.2  | 5.2  | 7.6  | 9.5   | 10.1  | 11.1  | 11.7  | 13    | 14.3  | 15.3  | 16.8  |
| الأرقام بالمليون متر مكعب سنوياً . *Estimated. |      |      |      |      |      |      |      |       |       |       |       |       |       |       |       |

## حقول الغاز

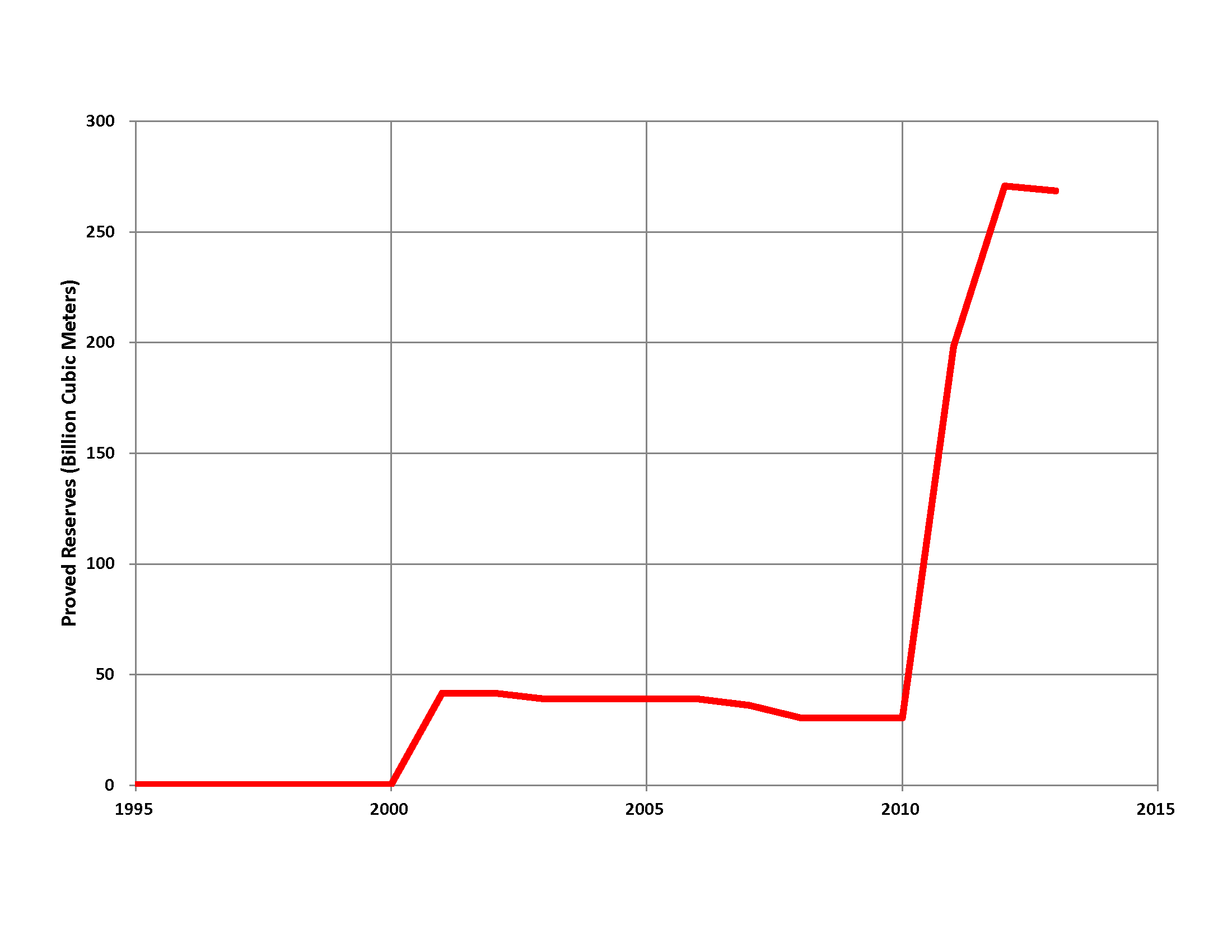
احتياطيات الغاز الطبيعي المثبتة في إسرائيل.

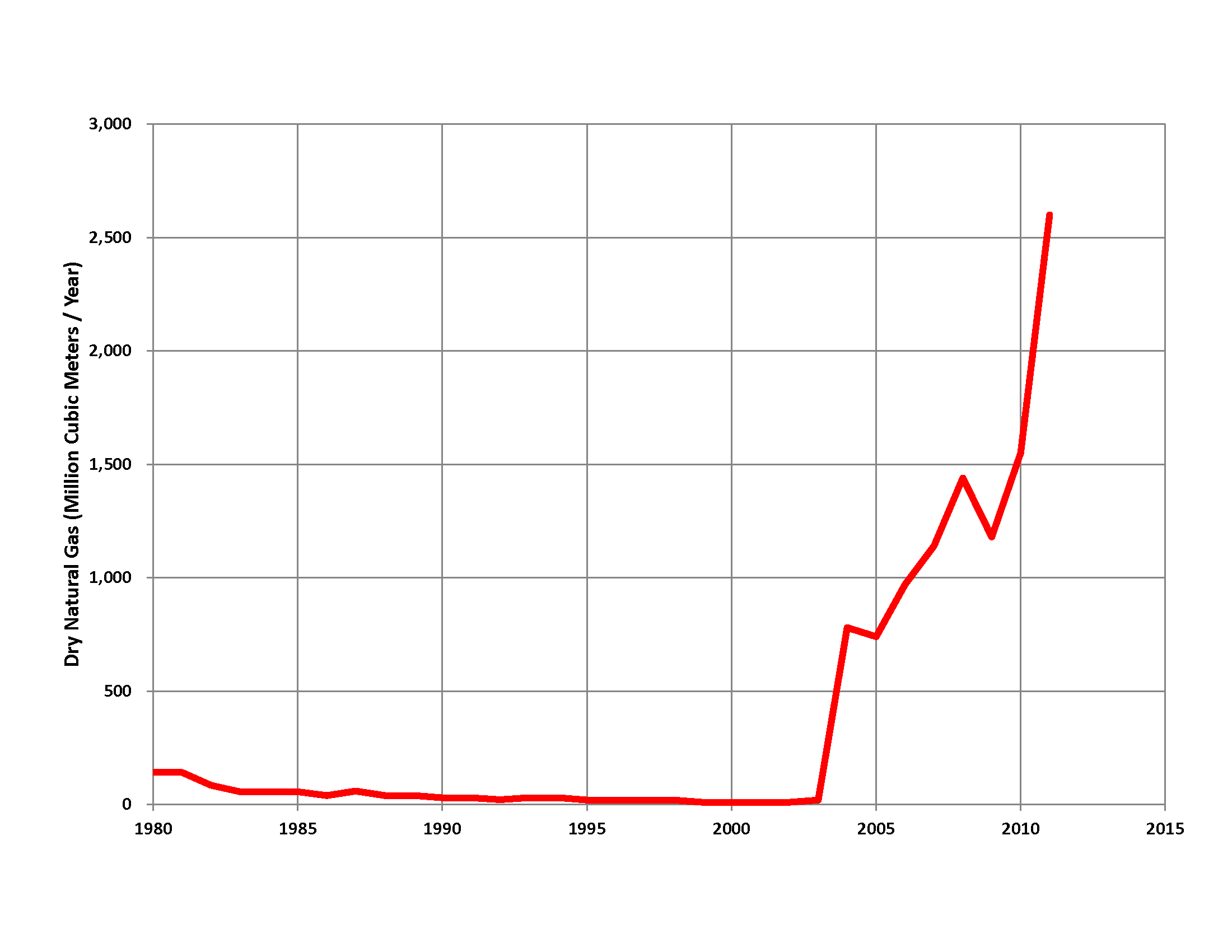
إنتاج الغاز الطبيعي في إسرائيل، 1980-2012 (ادارة معلومات الطاقة الأمريكية).

| الحقل         | الموقع المزعوم                                             | تاريخ البدء | الاحتياطي الحالي مليون م³ | قيمة الاحتياطي دولار | ملاحظات |
| ------------- | ---------------------------------------------------------- | ----------- | ------------------------- | -------------------- | ------- |
| تمار          | غرب حيفا                                                   | ديسمبر 2012 | 240.000                   | 40 مليار             | غاز     |
| لڤياثان       | إراتوستينس                                                 | 2014        | 450.000                   | 80 مليار             | غاز     |
| تمار جنوب غرب | غرب حيفا                                                   | نوفمبر 2013 | 240.000                   | 20 مليار             | غاز     |
| لڤياثان       | إراتوستينس                                                 | 2014        | 450.000                   | 80 مليار             | غاز     |
| سارة وميرا    | غرب نتانيا                                                 |             | 184                       | 32 مليون             | غاز     |
| ماري-ب        | حفر مائل من غزة                                            |             |                           |                      | غاز     |
| شمن           | على بعد 16 كم من أسدود                                     |             |                           |                      | غاز     |
| كاريش         | على بعد 75 كم من حيفا، 20 كم شمال تمار، عمق مائي 5,700 قدم |             |                           |                      | غاز     |
| تنين          |                                                            |             |                           |                      | غاز     |
| حقل دانيال    | 125 كم من حيفا                                             |             |                           |                      | غاز     |

### ملكية حقول الغاز
تبعاً لهوستن- تمتلك نوبل إنرجي 39.66% من حصة في في حقل لڤياثان- 621 بليون متر مكعب، بينما تمتلك دلك للحفر، فرع ديلك (شركة) وأفنر لتنقيب عن الغاز والنفط 22.67% لكل منها، وتمتلك ريشو لتنقيب عن النفط 15%.
كما تمتلك نوبل إنرجي 36% من 282 بليون متر مكعب في حقل غاز تمر، والذي بدأ في ضخ إنتاج للسوق المحلي الإسرائيلي في مارس 2013. تمتلك دلك للحفر وأڤنر للتنقيب عن النفط 15.625% لكل منها، تسيطر إسرامكو على 28.75% ودور گاز 4%.

## محطات الطاقة للغاز الطبيعي
قائمة بمحطات الطاقة التي تعمل بالغاز الطبيعي في إسرائيل:
- محطة داليا للطاقة
- محطة دوراد للطاقة
- محطة أشكول للطاقة
- محطة ميشور روتم للطاقة
- محطة ريدنك للطاقة